# Бобли (заказник)
Бо́бли — загальнозоологічний заказник місцевого значення в Україні. Об'єкт розташований на території Ковельського району Волинської області, неподалік від села Бобли. 
Площа — 432 га, статус отриманий у 1993 році за розпорядженням Волинської облради від 03.03.1993 № 18-р. Перебуває у віданні філії «Володимир-Волинське лісомисливське господарство», Турійське лісництво, кв. 20, кв. 21, вид. 1–50, 52–58, кв. 22, вид. 1–8, 24, кв. 23, вид. 1–11, 13–47, кв. 24.
Охороняється заболочена ділянка лісу, де зростають сосна звичайна, дуб звичайний, береза повисла, вільха чорна. Тут мешкають та розмножуються лось, свиня дика, сарна європейська, куниця лісова, вивірка звичайна, заєць сірий, лисиця звичайна, борсук лісовий. Трапляються рідкісні види - лелека чорний та журавель сірий, занесені до Червоної книги України та додатків міжнародних природоохоронних конвенцій.

## Галерея

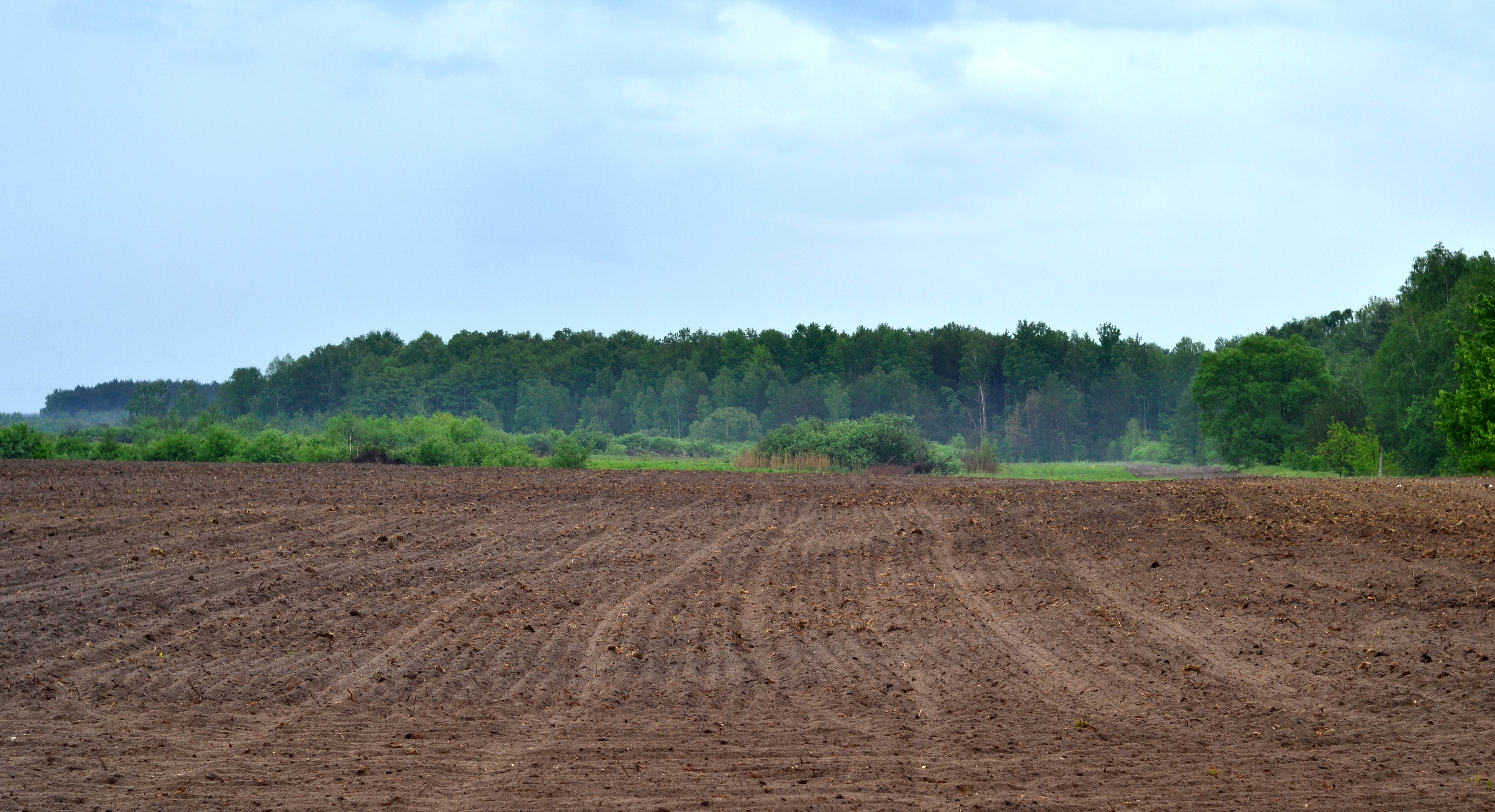